# 효자 임근 묘갈명비
효자 임근 묘갈명비는 대한민국 전라남도 해남군 계곡면에 있다. 2015년 6월 29일 해남군의 향토문화유산 제30호로 지정되었다.

## 개요
효자 임근(1494~1549) 묘갈명비는 사각좌대와 비신, 기와 지붕형 비갓을 갖춘 석비이다. 비의 크기는 높이 128cm, 너비 65cm, 두께 21cm이다.
비문은 조홍진(趙弘鎭, 1743~1821)이 짓고, 글씨는 8대손 임방한(任邦翰)이 썼다. 내용은 효행 행적과 호남어사 정탁(藥圃 鄭琢, 1526~1605)의 천거와 명종임금의 예관 파견 치제와 명문, 선대 세계, 활동, 자손 등에 대한 것이다.
특히 뛰어난 효행에 따라 산 노루가 부엌에 들고, 겨울 죽순이 자라나고, 맹호가 호위하는 등 신기한 효행 행적에 대하여 기록하였다.
비문 끝에는 집강과 도유사 6인의 인명에 이어 건립연도(1799년, 정조 23)를 알 수 있는 연기(年紀)가 새겨져 있다.
묘역에 세운 일반형 묘갈명비이지만, 1799년 건립하여 비교적 연대가 오래되었고, 비문을 지은사 람과 글씨를 쓴 사람이 표기되어 있으며,  비문의 내용에 있어서도 조선시대 초기 인물의 효행 행적과 호남어사의 천거, 그리고 명종 임금의 치제와 명문 등에 대한 내용을 알 수 있어 역사적, 학술적 가치가 뛰어나다.